# Crypto-judaïsme

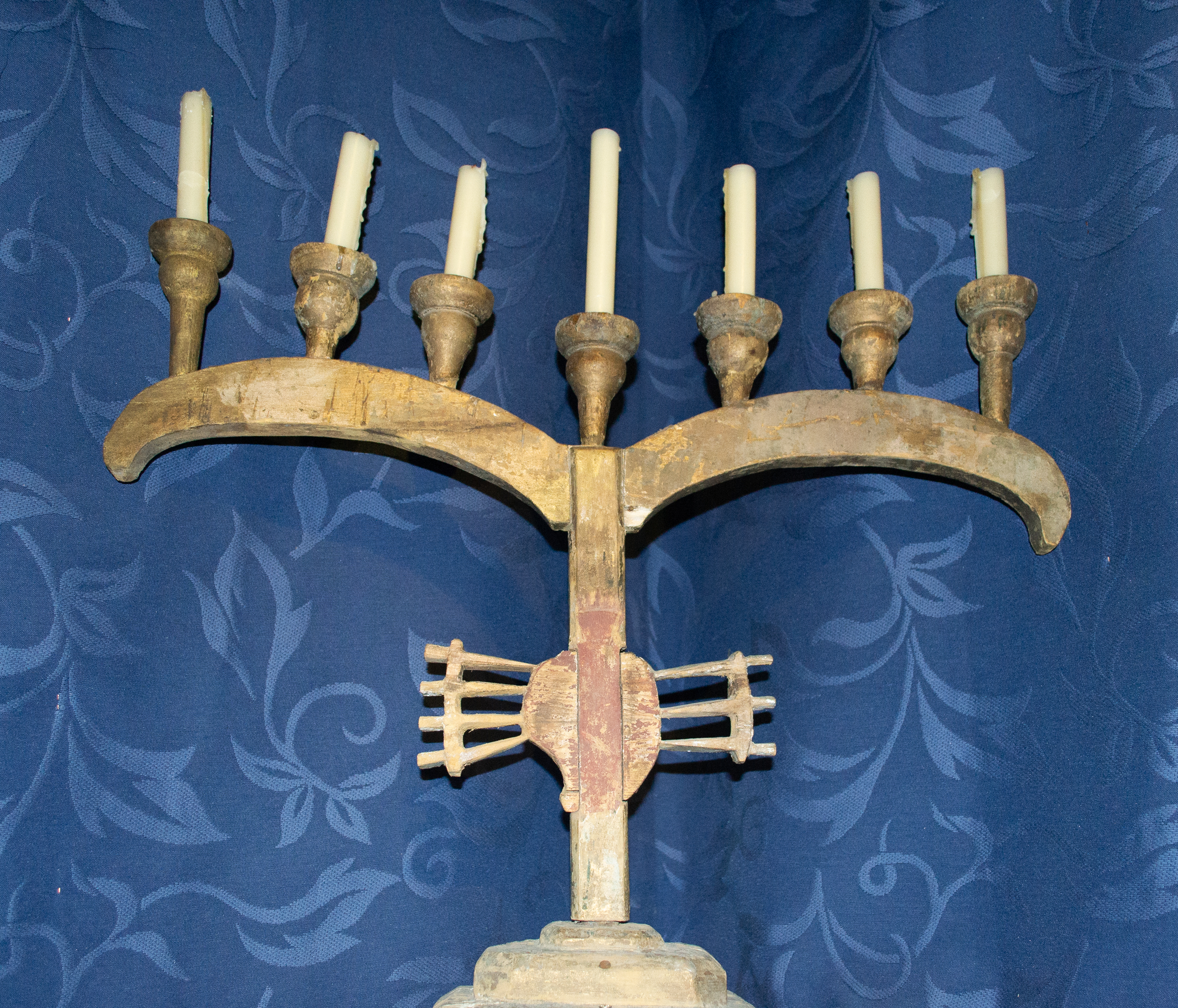
Menorah d'un judéo-convers, conservée au Palais des Olvidados à Grenade, XVIe siècle s.

Le crypto-judaïsme est l'adhésion secrète au judaïsme tandis que l'on adhère publiquement à une autre foi ; ceux qui pratiquent le crypto-judaïsme sont généralement appelés « crypto-Juifs. » Le terme s'applique également à des descendants de Juifs qui maintiennent — le plus souvent secrètement — des coutumes et pratiques juives tout en professant publiquement une autre foi,,,,.
Etymologiquement, « crypto-judaïsme » est composé du grec kryptos - κρυπτός qui veut dire « caché ».
Le phénomène crypto-juif est le plus souvent consécutif à l'antijudaïsme, soit de façon directe (campagnes de conversion forcée), soit de façon indirecte (conversion en vue d'échapper aux discriminations anti-juives, dont les restrictions à l'accès aux études ou aux professions ou le droit de résidence). Pour quelque raison que ce soit, les Juifs convertis sont des conversos.
Le crypto-judaïsme s'observe tant dans le monde arabo-musulman que dans le monde chrétien, où il a notamment pris l'aspect du marranisme, particulièrement en Espagne et au Portugal. Les Juifs convertis de force subirent durant des siècles de persécution par l'Inquisition. Appelés anoussim, devenus « nouveaux chrétiens », une partie d'entre eux continuaient à pratiquer leur religion dans le plus grand secret.
Les marranes (mot qui signifie « porcs » en espagnol) sont aussi connus sous le nom de Chuetas dans les îles Baléares gouvernées par l'Espagne.

## Dans le monde

### Portugal

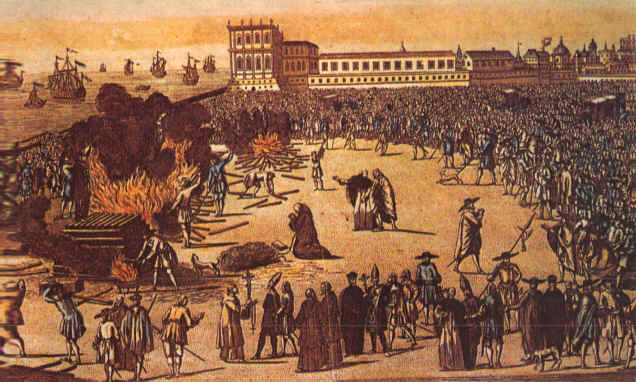
Crypto-juifs brûlant sur des bûchers en 1497 au Portugal, à la suite des mesures de Manuel Ier, gravure du XVIe s.

La communauté juive de Belmonte au Portugal, datant du XIIe siècle, a maintenu de fortes traditions secrètes pendant des siècles et a pratiqué le mariage endogame tout en cachant les signes extérieurs de sa foi. Ces crypto-Juifs portugais et leurs pratiques déformées du judaïsme ont été découverts au XXe siècle. À présent instruits du judaïsme orthodoxe, certains le professent bien que beaucoup conservent encore leurs traditions séculaires.

### Pays Islamiques ou musulmans
Il y a eu plusieurs communautés de crypto-Juifs dans les pays arabo-musulmans. Les ancêtres des Daggatuns en Algérie ont gardé leurs pratiques juives longtemps après leur adoption nominale de l'islam. En Iran, une grande communauté de crypto-Juifs vivaient à Mashhad près de Khorassan où ils étaient connus comme « Jedid al-Islam » (Nouveaux musulmans) ; ils ont été convertis en masse à l'islam vers 1839 après les événements sanglants d'Allahdad. Ensuite, la plupart des membres de cette communauté ont émigré en Israël en 1946. Certains de ces convertis à l'islam sont restés en Iran,.

### Pays du bloc soviétique
Des crypto-Juifs existaient en URSS et dans les pays d'Europe de l'Est influencés par l'Union soviétique après la montée du communisme avec la révolution russe de 1917. Le gouvernement, qui comprenait les Juifs communistes laïques, considéraient la pratique d'une religion comme indésirable. Depuis la chute du communisme, de nombreux Juifs et leurs descendants des anciens États soviétiques ont pu reprendre publiquement la foi de leurs ancêtres.

### Amérique latine
Tudor Parfitt, professeur d'études juives à l'université internationale de Floride, considère qu'il y a « un nombre croissant de personnes qui croient qu'elles ont des ancêtres juifs » et que ce phénomène très répandu « implique peut-être des centaines de milliers, voire des millions de personnes ».

#### Mexique - États-Unis
Au XVe siècle, les Rois catholiques ont forcé tous les Juifs à se convertir ou à quitter l'Espagne puis le Portugal. Beaucoup, cependant, ont pratiqué le judaïsme en secret ou gardé au moins certaines coutumes juives quand bien même, eux ou leurs enfants ont émigré en Amérique latine et éventuellement aux États-Unis comme ceux installés dans la ville frontalière du Texas d'El Paso, aujourd'hui américaine mais autrefois colonie espagnole, située sur l'une des rives du fleuve Río Grande alors que la ville mexicaine de Ciudad Juárez partage l'autre rive. À l'époque contemporaine, certains de ces catholiques pratiquent des rites juifs dont ils ne connaissent pas tous l'origine : allumage de bougies le vendredi soir, éviction du porc au repas, couverture des miroirs de l'appartement en temps de deuil. Ils se retrouvent également au Nouveau-Mexique, lui aussi terre espagnole que le Mexique a donnée aux États-Unis en 1846.
Des recherches récentes ont montré que les crypto-Juifs figuraient en premier plan dans la colonisation du Mexique, y compris dans la fondation des communes de Monterrey et Nuevo Leon. Des descendants de crypto-Juifs ont pu être trouvés parmi les premiers colons du Nouveau-Mexique.

#### Pérou

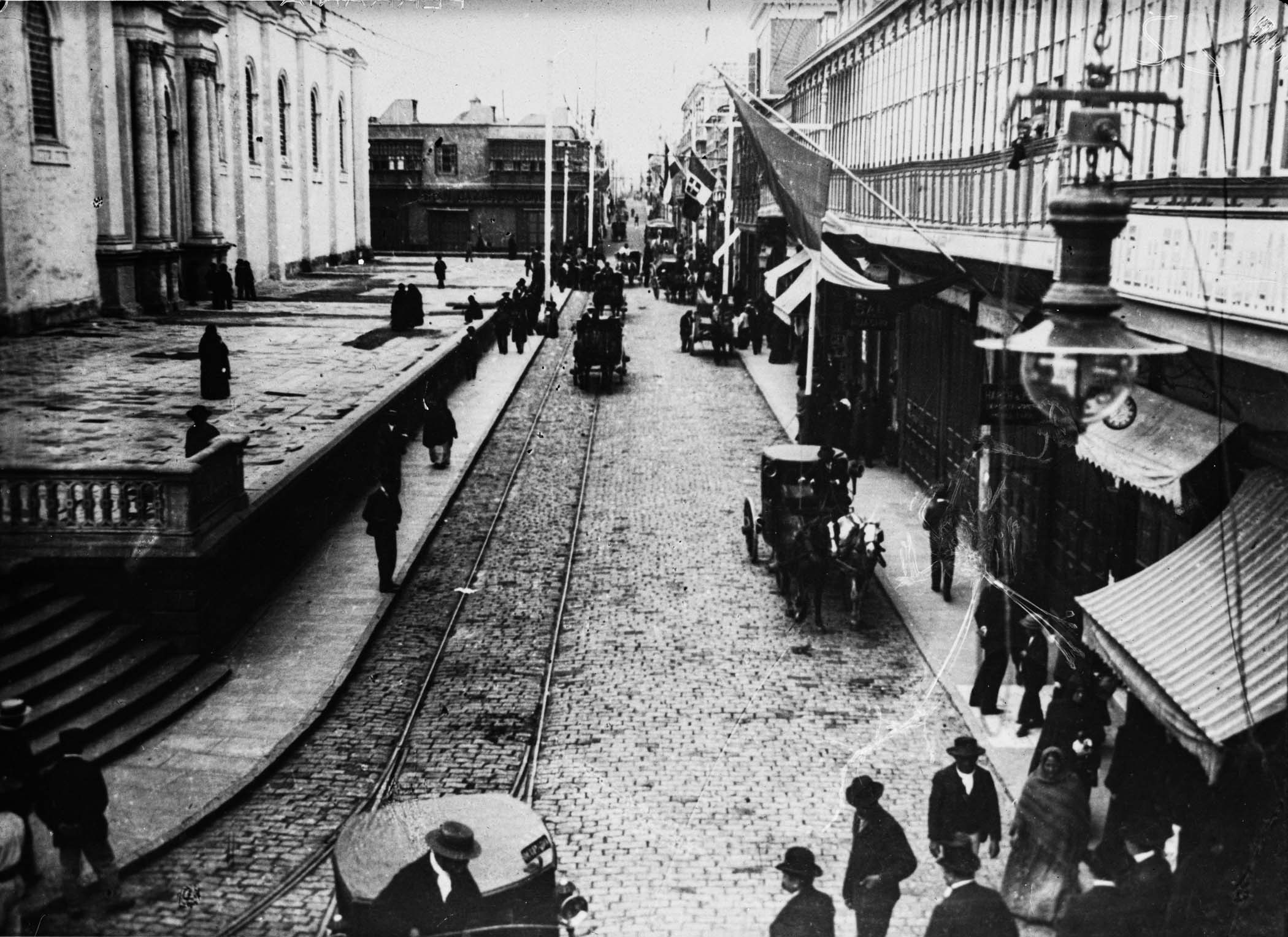
Callejudios, rue des Juifs à Lima (Pérou).

Au Pérou, des conversos sont arrivés au moment de la conquête espagnole. Au début, ils vivaient sans restrictions parce que l'Inquisition n'était pas encore active dans cette région mais avec son avènement, les « nouveaux chrétiens » ont commencé à être persécutés et dans certains cas exécutés. Les descendants de ces séfarades des colonies, Juifs convertis au christianisme, se sont installés principalement dans le nord des Andes et de la haute jungle du Pérou où ils ont épousé des femmes locales et se sont assimilés. Pour autant, certains d'entre eux, Péruviens et Boliviens, habitant sur les îles flottantes du lac Titicaca se disent Juifs et ne mangent pas de porc « le vendredi soir et le samedi », prient « la tête couverte dans leur église qui n’avait pas de croix », jeûnent deux jours chaque année dont un en souvenir de la « Calamidad » (vraisemblablement la destruction du Temple, le 9 Av) et un autre jour pour se « faire pardonner de Dieu » (vraisemblablement Kippour) ; certains d’entre eux sont même circoncis, « picha cortada ».

#### Bolivie
Des Juifs séfarades convertis à l'époque coloniale espagnole se sont installés à Santa Cruz de la Sierra en Bolivie, en 1557, pour rejoindre Ñuflo de Cháves et être parmi les pionniers qui ont fondé la ville. Au cours du XVIe siècle, des crypto-Juifs de Potosí, La Paz et La Plata se sont déplacés à Santa Cruz et ses villes voisines de Vallegrande, Postrervalle, Portachuelo, Terevinto, Pucará et Cotoca pour y fuir les persécutions de l'Inquisition qui était moins présentes dans ces localités un peu isolées.
Plusieurs des plus vieilles familles catholiques de Santa Cruz sont d'origine juive et certaines pratiquent encore certaines traditions du judaïsme. Dans les années 1920, quelques familles avaient conservé leurs chandeliers à sept branches (menorah) et servaient des plats cuisinés selon les règles de la casheroute. Il est encore d'usage chez certaines vieilles familles d'allumer des bougies le vendredi au coucher du soleil (début du Shabath) et de pleurer la mort des parents proches assis par sur le sol, respectant en cela une pratique du deuil juif. Après près de cinq siècles, quelques-uns des descendants de ces familles reconnaissent avoir une ascendance juive mais continuent de pratiquer le catholicisme.
Alors qu'actuellement, la Bolivie n'abrite qu'environ 500 Juifs dont la plupart vivent à La Paz et le reste dans des communautés plus petites à Cochabamba et encore à Santa Cruz de la Sierra, son gouvernement sous Evo Morales n'était pas favorable à Israël, avait annulé un accord entre les deux pays et avait même proclamé ce dernier « État terroriste », pour réclamer son aide quelques années plus tard afin de justement combattre le terrorisme.

#### Costa Rica
Certains crypto-Juifs se sont installés dans la banlieue de San José au Costa Rica au XVIe siècle. Ils sont passés comme catholiques en public et pratiquaient leurs rituels juifs dans la vie privée. La loi sur l'indépendance de l'Amérique centrale adoptée au Costa Rica le 29 octobre 1821 stipule que l'autonomie ne tolère dans le pays que la religion catholique. Les Juifs scazuo (d'Escazú, ancienne ville d'Itzkazú) ont alors dû se rassembler secrètement dans le sous-sol de la ville ainsi que dans les synagogues cachées à l'intérieur des bâtiments. Certaines familles crypto-juives ne maintenaient pas le secret. Et puisque dans ces rites, la plupart des prières sont dites dans la langue hébraïque et qu'en outre, les rabbins s'habillaient en noir, les habitants ont commencé à associer ces rituels et prières inintelligibles avec la sorcellerie et penser que ces Juifs étaient des sorciers ou des sorcières exécutant des sorts. Une autre version plus populaire affirme que la légende vient du fait qu'à Escazû, il y a beaucoup de guérisseuses qui étaient parfois appelées sorcières. Depuis lors, Escazu est connu dans le folklore du Costa Rica comme la « ville des sorcières ».

#### Colombie
Dans le département d'Antioquia en Colombie ainsi que dans la (en) région de Paisa, certaines familles tiennent aussi des traditions et récits oraux de leur origine juive. Dans cette population, l'analyse génétique (ADN) y a montré une origine de fondateurs masculins venant du sud de l'Espagne mais suggèrent également qu'une fraction est venue du nord de la péninsule ibérique aux XVIe et XVIIe siècles et que certains avaient peut-être une origine séfarade. La ville de Medellín a une tradition de la Marranada où un porc est abattu, dépecé et consommé dans les rues de chaque quartier, chaque Noël ; cette coutume a été interprétée comme une affirmation annuelle du rejet de la loi juive.

#### Autres
D'autres pays d'Amérique du Sud et aux Caraïbes recèlent des communautés catholiques aux ascendants crypto-juifs comme en République dominicaine, à Cuba, en Jamaïque, à Porto Rico, au Brésil, en Argentine, en Uruguay, au Venezuela, au Chili ou en Équateur. De ces communautés vient le proverbe : « Catholique par la foi, juif par le sang ».

## Dossiers de l'Inquisition
Aux États-Unis, il existe un groupe de travail dont l'ambition est de « numériser les dossiers des tribunaux de l'Inquisition en Espagne, au Portugal, au Mexique, au Pérou et d'autres pays » afin de mettre ces documents sur internet et à la disposition des personnes à la recherche des traces de leurs racines familiales pour « découvrir cinq siècles d'histoire juive supprimée ».

### Filmographie
- 1974 : El santo oficio d’Arturo RipsteinUn épisode de l’Inquisition au Mexique, en relation avec les pratiques du crypto-judaïsme voir sur imdb.com.